# Cierva C.8
Cierva C.8 bezeichnet eine Baureihe von Tragschraubern des Konstrukteurs Juan de la Cierva, von der Mitte der 1920er Jahre sechs Exemplare in Großbritannien bei Avro hergestellt wurde.

## Avro-Bezeichnungen
Das System nach dem Avro seine Konstruktionsnummern für die Cierva-Muster vergeben hat, ist aus heutiger Sicht nur schwer nachzuvollziehen. Manchmal wurden neue Nummern bei lediglich kleinen Änderungen an bereits existierenden Flugzeugen vergeben, wobei viele Tragschrauber-Zellen oft verändert und neu aufgebaut wurden. Die gleiche Zelle konnte so zwei bis drei unterschiedliche Konstruktionsnummern erhalten.

## Geschichte

### C.8R (Avro 587)
Die am 29. Juli 1926 in Hamble zum ersten Mal geflogene Cierva C.6D war der erste zweisitzige Tragschrauber. Am 5. September 1926 flog auch Ernst Udet die Überland nach Tempelhof transportierte Maschine. Nach der Rückkehr wurde sie als Cierva C.8R umgebaut und erhielt dabei einen Dreiblattrotor mit größerer Tiefe und Vertikalgelenken, mit denen die Gefahr eines Ermüdungsbruchs an der Blattwurzel behoben werden sollte. Diese neuen Gelenke erlaubten dem Rotorblatt während der Drehung eine begrenzte Bewegung nach vorne und hinten. Ebenso erhielt die C.8R zusätzliche Stummelflügel. Steuerelemente waren nur am hinteren Platz vorhanden. Diese Arbeiten waren am 15. Oktober 1926 abgeschlossen. Avros Chef-Testpilot Bert Hinkler flog die C.8R im September 1927 mit einem Zweiblatt-Rotor. Auf Grund starker Vibrationen wurde der Zweiblatt-Rotor jedoch nicht weiter eingesetzt.

### C.8V (Avro 586)
Als weiteres Baumuster der C.8-Reihe entstand 1926 aus der Avro 552A (Luftfahrzeugkennzeichen G-EAPR), die bereits vorher unterschiedlichen Testzwecken diente und für die Tragschrauberforschung eingesetzt. Man entfernte die Tragflächen und installierte ein Rotor- und Steuerungssystem wie bei der C.8R. Das Flugzeug erhielt danach die neue Bezeichnung Cierva C.8V (Avro 586). Hauptunterschiede zur C.8R war eine zusätzlich angebrachte Rückenflosse und die Möglichkeit die Maschine solo vom vorderen Sitz aus zu fliegen. Schließlich testete man auch einen Rotor geringerer Tiefe, der die Leistungen deutlich verbesserte.
Später wurde die C.8V versuchsweise mit einem einfachen Dreibeinfahrwerk und im Januar 1927 mit einem Vierrad-Fahrwerk ausgestattet. Im August 1927 rüstete Avro aber wieder auf das Standard-Spornfahrwerk zurück und sie erhielt im darauf folgenden Monat das zivile Kennzeichen G-EBTX. Im Jahr 1930 wurde sie wieder auf den Stand der Avro 552A zurückgebaut und erhielt das Kennzeichen G-ABGO.

### C.8L (Avro 575, 611 und 617)
Die vielversprechenden Ergebnisse der Erprobung der C.6C, C.6D/C.8R und C.8V veranlassten das Air Ministry zur Beauftragung eines weiteren Prototyps, der auf dem Rumpf einer Avro 504N mit einem Lynx-Triebwerk aufbauen sollte. Der Rotor hatte vier Blätter vom „Paddel-Typ“, d. h. die Blatttiefe war an der Nabe sehr gering, nahm dann nach außen stark zu und blieb bis zur Blattspitze fast konstant. Jedes Blatt hatte einen Stahl-Rohrholm mit Holzrippen, wobei die mittlere Blatttiefe 91,5 cm betrug. Bei dem Prototyp und den drei weiteren Maschinen konnte der Rotor vor dem Start entweder durch ein um die Nabe gewickeltes Seil oder durch schnelles Rollen auf eine ausreichende Drehzahl gebracht werden. Die Cierva C.8L Mk.I (Avro 575) besaß den Standardrumpf und Antrieb einer Avro 504N mit einem aus vier Rohren zusammengesetzten Pylon der über dem vorderen Cockpit. Das Fahrwerk wurde überarbeitet und erhielt eine breitere Spur sowie Öl-Gummi-Federbeine mit einem größeren Arbeitsweg. Statt wie bei der Avro 504 üblich am unteren Rumpf-Longeron waren die Fahrwerkstreben am oberen Longeron befestigt.
Den Erstflug führte 1927 Bert Hinkler bei Avro in Hamble durch, wobei die Maschine RAF-Roundels und die Dienst-Seriennr. J8930 trug. Cierva selbst flog mit der C.8L Mk.I am 30. September 1927 von Hamble nach Farnborough und führte dabei den ersten Überlandflug eines Drehflüglers in Großbritannien durch. Die Flugerprobung begann dort mit einer Rotorausführung mit einer Blatttiefe von lediglich 53,4 cm, wie sie auch bei der C.8V verwendet wurde. Da sich dieser Rotor nicht bewährte, ging man am 11. Januar 1928 wieder zur Originalausführung zurück. Die Maschine blieb bis April 1930 in Farnborough und ging zwei Monate später in Andover (Hampshire) verloren.

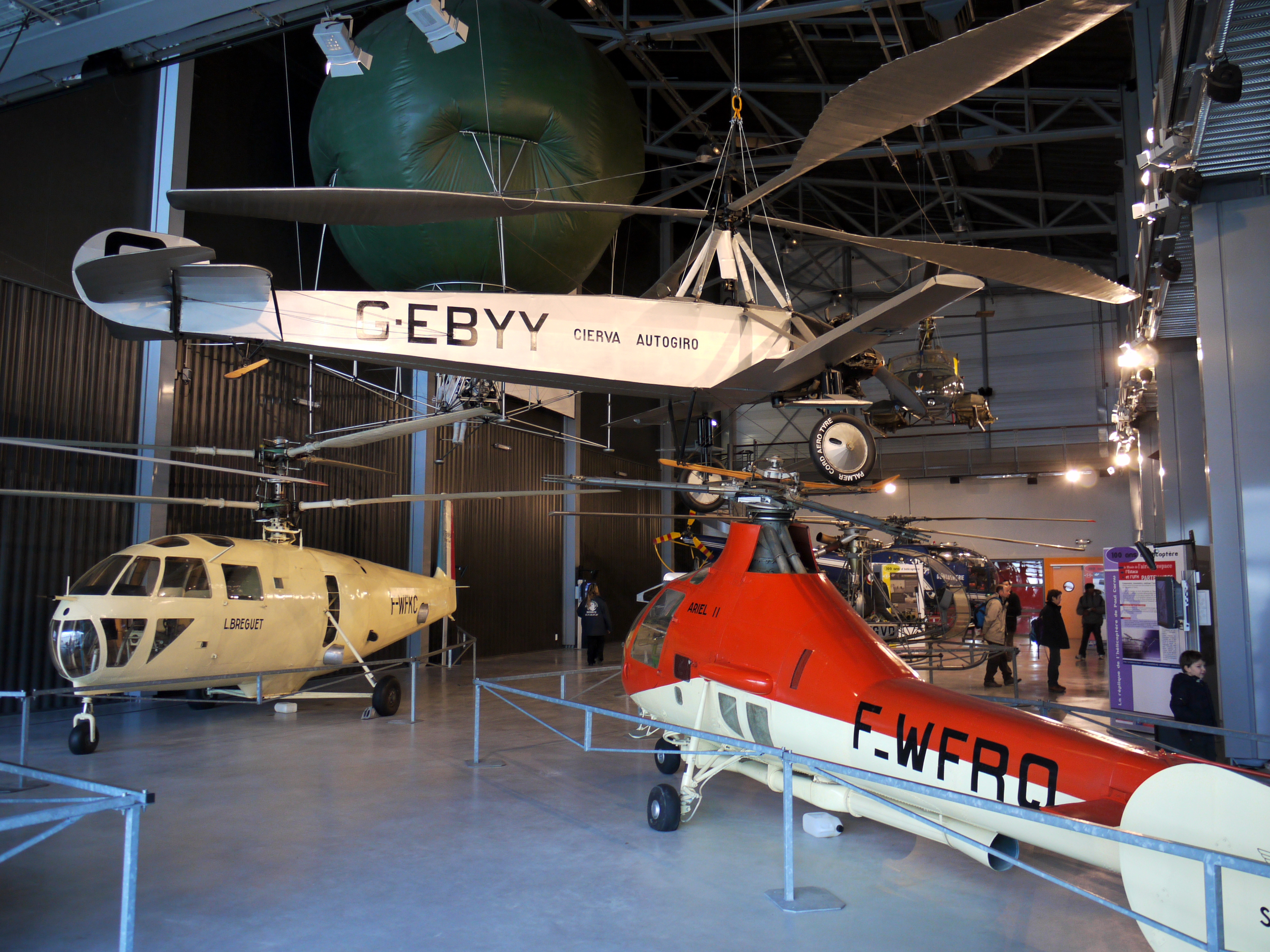
C.8L Mk.II im Musée de l’air, Paris

Das zivile Gegenstück zur C.8L Mk.I stellte die C.8L Mk.II (Avro 611, Kennzeichen G-EBYY) dar, die 1928 im Auftrag von J.G. Weir, dem Chairman der Cierva Company gebaut wurde. Diese Variante war der Mk.I sehr ähnlich, erhielt aber relativ dicke Tragflächen geringer Spannweite, an denen die Querruder befestigt waren. Die Fahrwerksstreben waren am vorderen Holm der Tragfläche angeschlagen. Das Triebwerk, ein Lynx IV, war stärker verkleidet als bei der Mk.I. Der Erstflug mit Hinkler am Steuer fand Anfang Mai 1928 statt. Mit dem neu ernannten Testpiloten A. H. Rawson startete die Mk.II am 20. Juli 1928 beim King’s Cup in Hendon, musste das Rennen aber kurz danach wegen einer Notlandung infolge Treibstoffmangels aufgeben. Am 18. September 1928 flog Cierva zusammen mit einem französischen Journalisten in der G-EBBY von Croydon nach Le Bourget und überquerte dabei den Ärmelkanal. Die Mk.II war damit der erste Drehflügler dem dies gelang. Nach den dortigen Vorführungen flog Cierva mit Rawson am 3. Oktober 1928 über Brüssel nach Berlin. Rawson kehrte dann am 13. Oktober nach Paris zurück und beendete dort den über 2300 km langen Rundflug. Die C.8L Mk.II kehrte nicht mehr nach England zurück und ist heute im Musée de l’air et de l’espace in Paris ausgestellt.
Der mit den Flügen der C.8L Mk.II errungenen öffentlichen Aufmerksamkeit war es zu verdanken, dass zwei Bestellungen aus dem Ausland bei Avro eingingen. Die erste führte zur C.8L Mk.III (Avro 617) mit einem Lynx-IV-Triebwerk, die für die italienische Regierung gebaut wurde. Rawson führte die Testflüge im September 1928. Der zweite Auftrag kam von Harold Pitcairn, einem US-amerikanischen Flugzeughersteller, der Anfang 1928 die Avro-Werke besucht hatte. Die für ihn gebaute C.8L Mk.IV (auch C.8W) flog zum ersten Mal im November 1928 und besaß als Antrieb einen 225 PS leistenden Wright J-5 Whirlwind Motor. Pitcairn erwarb auch die Herstellungsrechte für die USA und gründete die Pitcairn-Cierva Autogiro Co. Inc. mit Sitz in Bryn Athyn (Pennsylvania). Die C.8L Mk.IV wurde im Dezember 1928 in die USA verschifft und machte dort im Januar 1929 auf dem Pitcairn Field in Willow Grove ihren Erstflug, der auch den ersten Flug eines Tragschraubers in den USA darstellte. 1931 schenkte Pitcairn die Maschine der Smithsonian Institution.